# Capheris approximata
Capheris approximata är en spindelart som först beskrevs av Karsch 1878.  Capheris approximata ingår i släktet Capheris och familjen Zodariidae. Inga underarter finns listade.